# Monastère de Kaisarianí
Le monastère de Kaisarianí (en grec moderne : Μονή Καισαριανής) est un monastère orthodoxe de rite byzantin bâti sur le flanc nord du mont Hymette, près d'Athènes en Grèce.

## Histoire
Le monastère date probablement de l'époque byzantine, vers 1100, date de construction de l'église qui est parvenue jusqu'à nous (le Catholicon du monastère). Cependant le site a une histoire beaucoup plus ancienne en tant que lieu de culte : pendant l'antiquité il était probablement consacré à Aphrodite, avant d'être repris par les chrétiens aux Ve et VIe siècles. On trouve à l'ouest les restes d'une grande basilique chrétienne primitive, recouverts par la suite par une église plus petite datant des Xe et XIe siècles.
Le monastère est mentionné par le Pape Innocent III après la Quatrième Croisade, mais semble être resté entre les mains du clergé grec orthodoxe, contrairement à d'autres églises ou monastères qui furent repris par le clergé catholique romain. Une autre église à nef unique, aujourd'hui en ruine, fut construite au sud-ouest pendant la période franque. Lorsqu'en 1458, les Turcs de l'Empire ottoman occupèrent l'Attique, le sultan Mehmet II se rendit au monastère où, selon Jacob Spon, un médecin français de Lyon, il reçut les clés de la ville d'Athènes.
En 1678, le Patriarche Dionysios IV de Constantinople déclara le monastère stavropégique, c'est-à-dire indépendant de l'évêque métropolitain. En 1792, le Patriarche Néophyte VII de Constantinople retira ce privilège au monastère, qui dépendit à nouveau du métropolite d'Athènes. À partir de 1824, le monastère fut utilisé comme étable et écurie.
À son apogée, le monastère hébergea quelques figures illustres de la spiritualité, telles que Theophanis en 1566 et Ioannis Doriano en 1675, l'abbé Izekel Stephanaki, un érudit de la littérature et de l'histoire grecques, et plus particulièrement de la philosophie de Platon. De 1722 à 1728, Theophanis Kavallaris y enseigna la grammaire et les sciences.
La bibliothèque du monastère était réputée et possédait très probablement des documents provenant de bibliothèques antiques. Selon le demogerontes (le conseil des anciens) de l'époque, « les manuscrits furent vendus aux Anglais comme membranes tandis que le reste des documents fut employé dans les cuisines du métropolite ». Pendant le siège de l'Acropole d'Athènes (1826–1827), les manuscrits y furent emportés et utilisés pour allumer des mèches.

## Les bâtiments

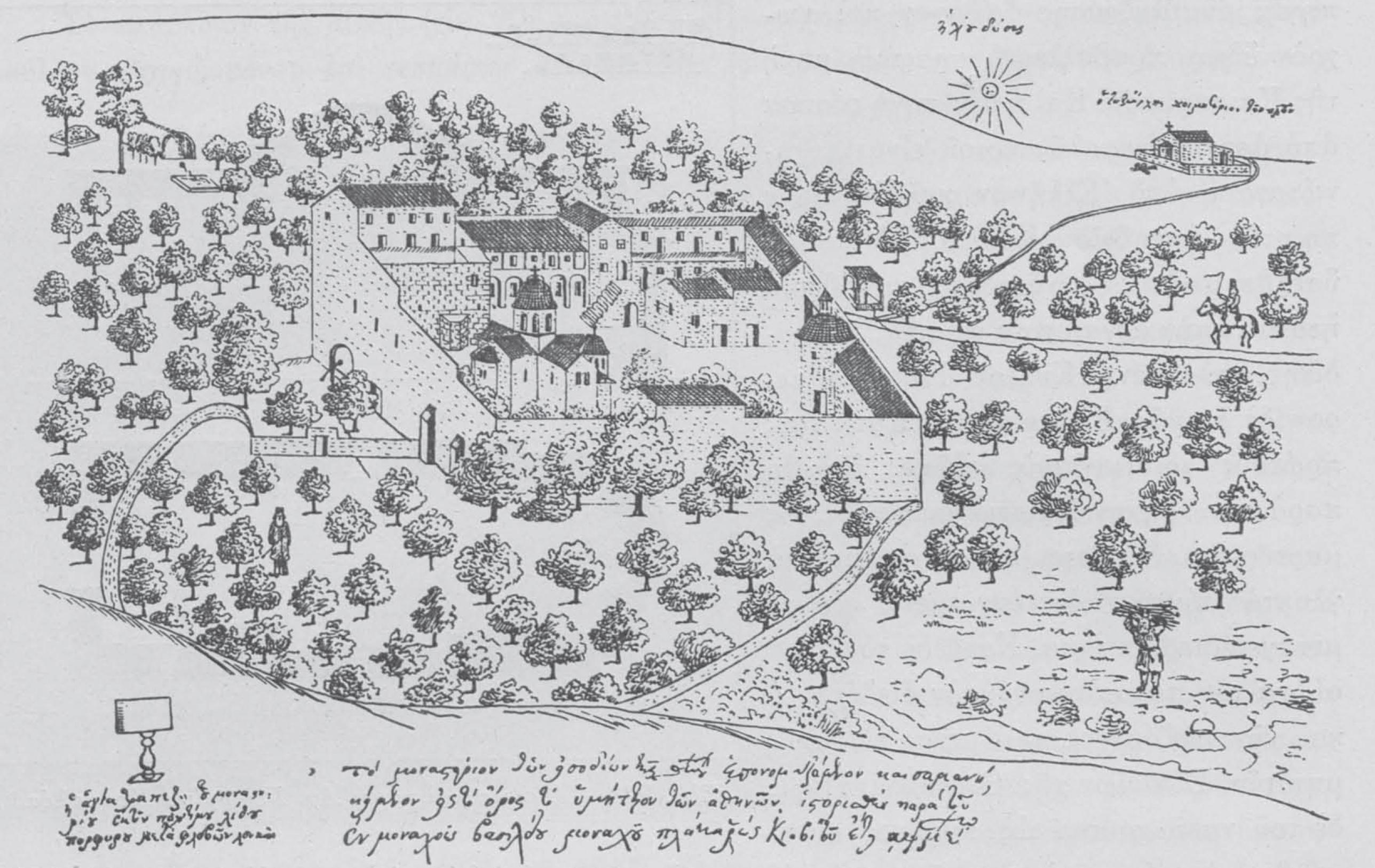
Dessin du monastère par Barsky en 1745

Un haut mur entoure le monastère, qui comprend le catholicon (l'église principale), le réfectoire, les bains et les cellules des moines. Dans la configuration originelle il existait deux entrées, la principale à l'est et une autre, plus grande, à l'ouest.
Le monastère fut construit sur les ruines d'un bâtiment non religieux. Le dessin dû au pèlerin ukrainien Basile Grigorovitch-Barsky en 1745 montre les bâtiments suivants : le catholicon contre le mur est qui entoure le monastère, les bains du côté sud, et bordant ceux-ci les cellules ainsi que la tour Benizelou, et le réfectoire sur le côté ouest. Outre le potager du côté sud-ouest, on peut voir le cimetière des moines et une église plus récente.

### Le catholicon

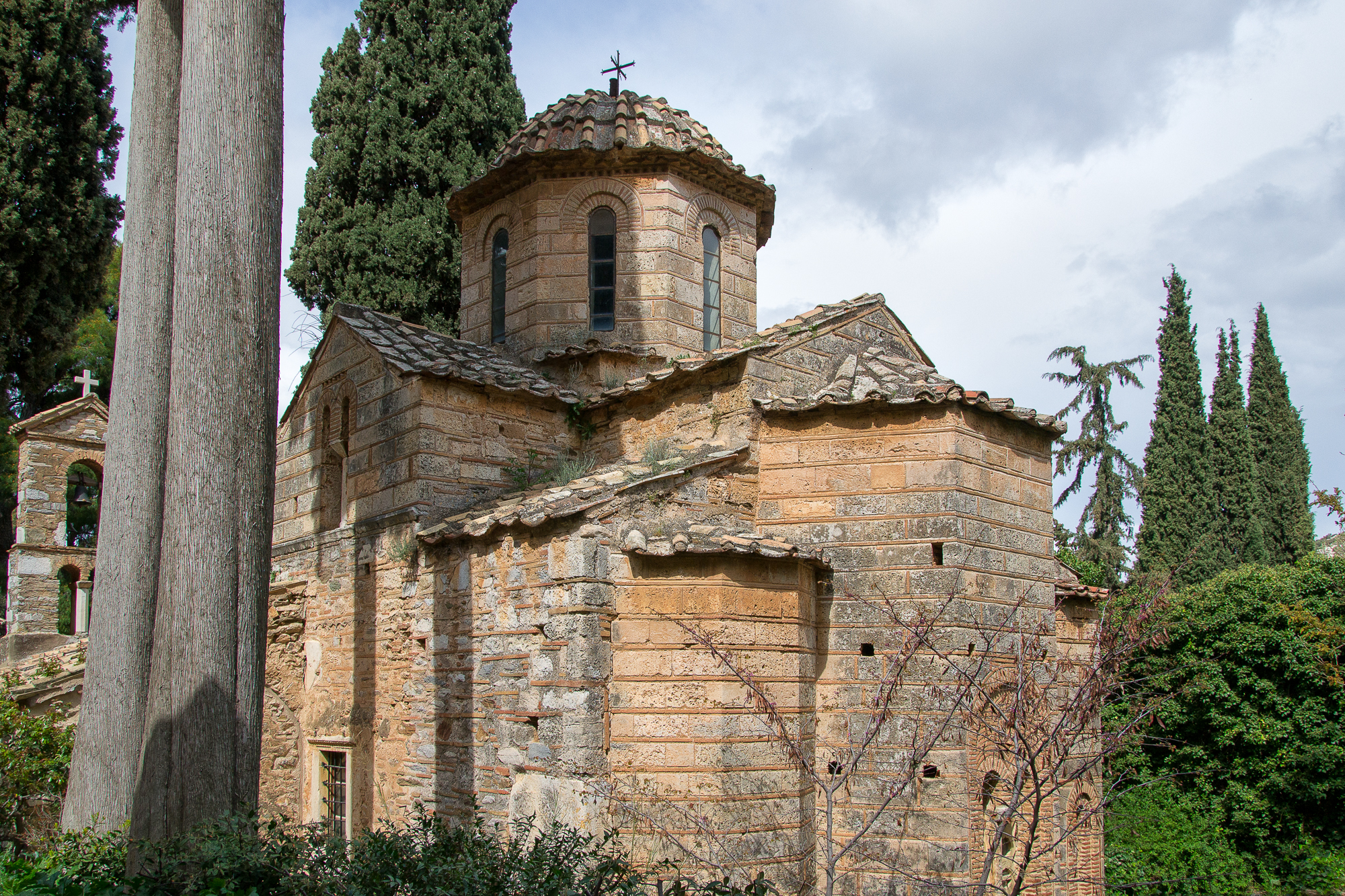
Catholicon vu depuis le sud-est

Le catholicon, consacré à la présentation de la Théotokos, ou mère de Dieu, au Temple suit le plan habituel en croix byzantine, avec absides semi-hexagonales. Le narthex et les fresques du catholicon datent de l'époque ottomane, comme la plupart des autres bâtiments du monastère, à l'exception du pressoir à huile d'olive, à l'origine dédié aux bains, qui semble contemporain du catholicon. Tous ces bâtiments étaient disposés autour d'une cour, le catholicon à l'est, le réfectoire et la cuisine à l'ouest, et les bains au sud, ainsi que les cellules des moines précédées d'une arcade.

#### Les fresques polychromes
Les murs et le plafond du catholicon sont ornées de fresques polychromes datant de la période ottomane. La puissante famille Benizélos finança leur réalisation par Ioannis Ypatos en 1682 (date mentionnée sur le mur occidental). La coupole représente le Christ Pantocrator.
Sur la rosace bipartite, sont représentés : l'hétimasie, la Vierge Marie, saint Jean le Baptiste, les anges et une fresque composite des quatre évangélistes. Sur la lunette de la chapelle, Notre-Dame du Signe trônant, avec des anges assis de chaque côté.

Bien que les fresques ne se distinguent pas par des innovations techniques, elles restent néanmoins des prototypes des fresques du XVIe siècle trouvées dans le mont Athos. Au XVIIe siècle, les fresques sont devenus de plus en plus populaires dans leur style et leur technique.

Monastère de Kaisariani, fresques de la vôute.
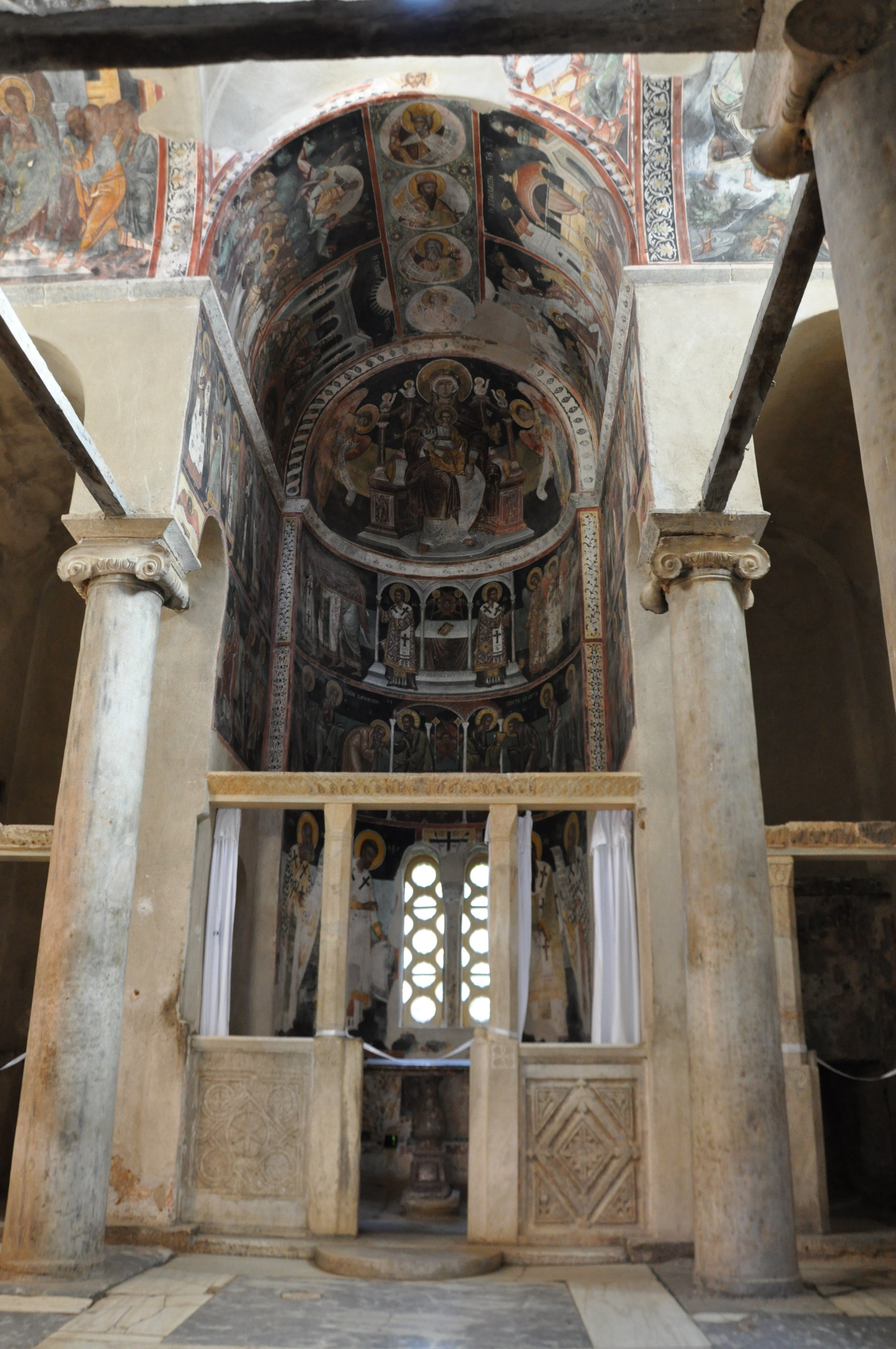
L'iconostase de marbre, la Sainte Table et les hagiographies dans la niche du sanctuaire. La Vierge Marie peut être vue intronisée avec les anges serviteurs, le Christ comme Souverain Sacrificateur, le Christ qui communique les Apôtres lors de la Dernière Cène et dans la dernière zone les Pères de l'Église.
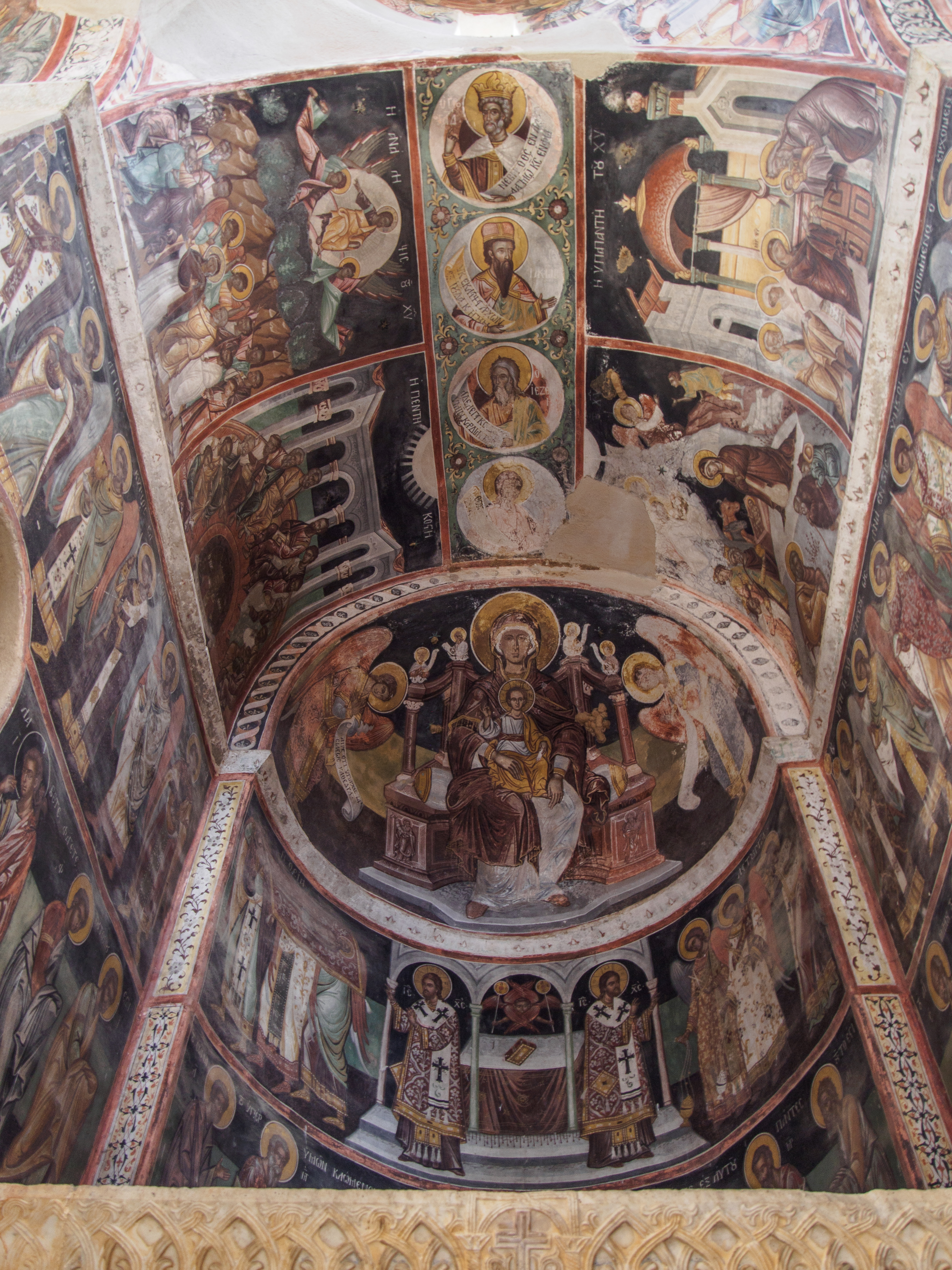
Sur la voûte, la Vierge à l'Enfant entourée d'anges, tout autour des scènes de la Vie de Jésus-Christ et de la Vierge Marie, et des médaillons des prophètes de l'Ancien Testament
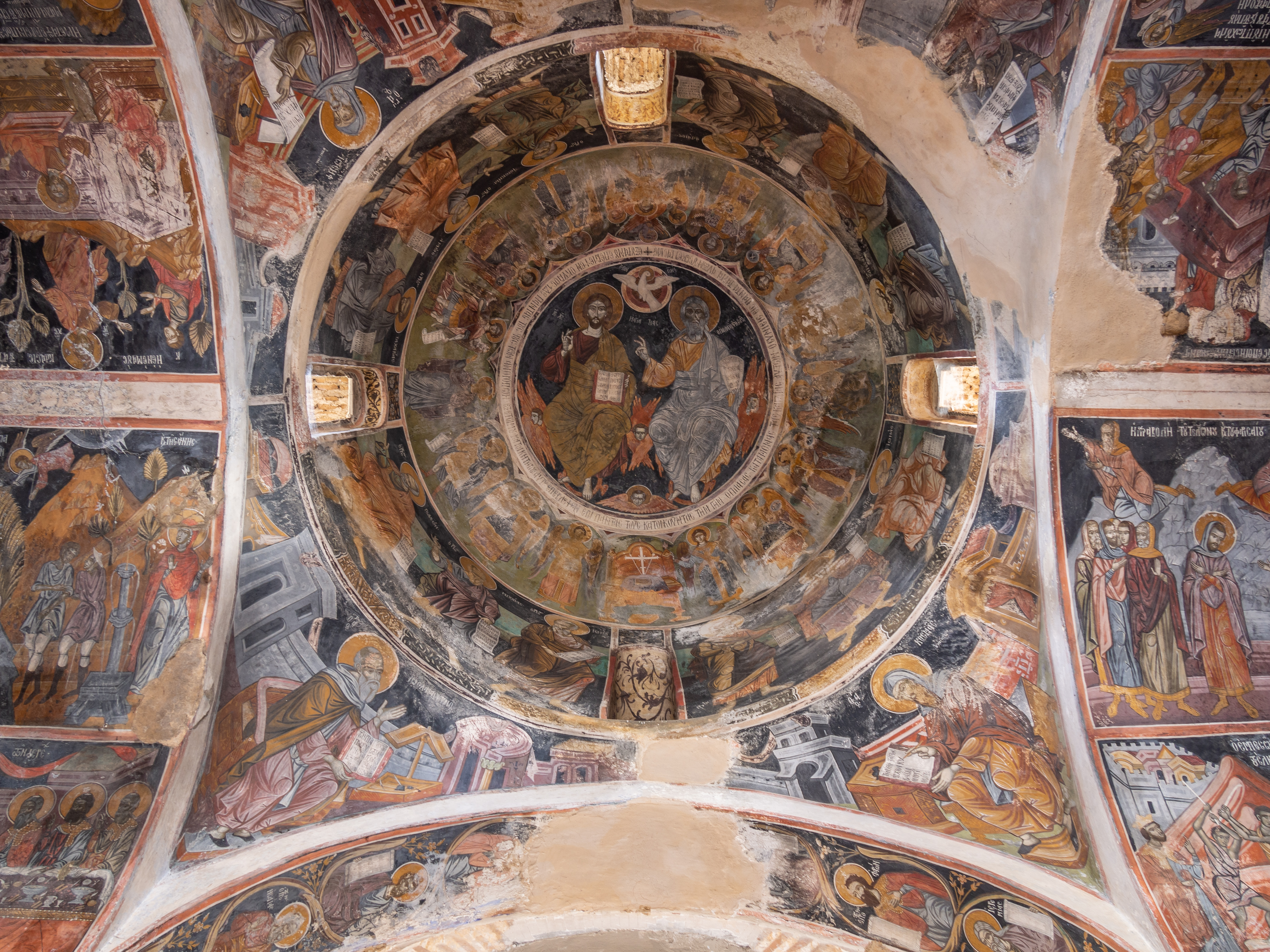
Au centre de la coupole, la Trinité, autour, sur la frise supérieure, des archanges avec sur un fauteuil (une croix, un évangile), sur la frise inférieure, des prophètes de l'Ancien Testament
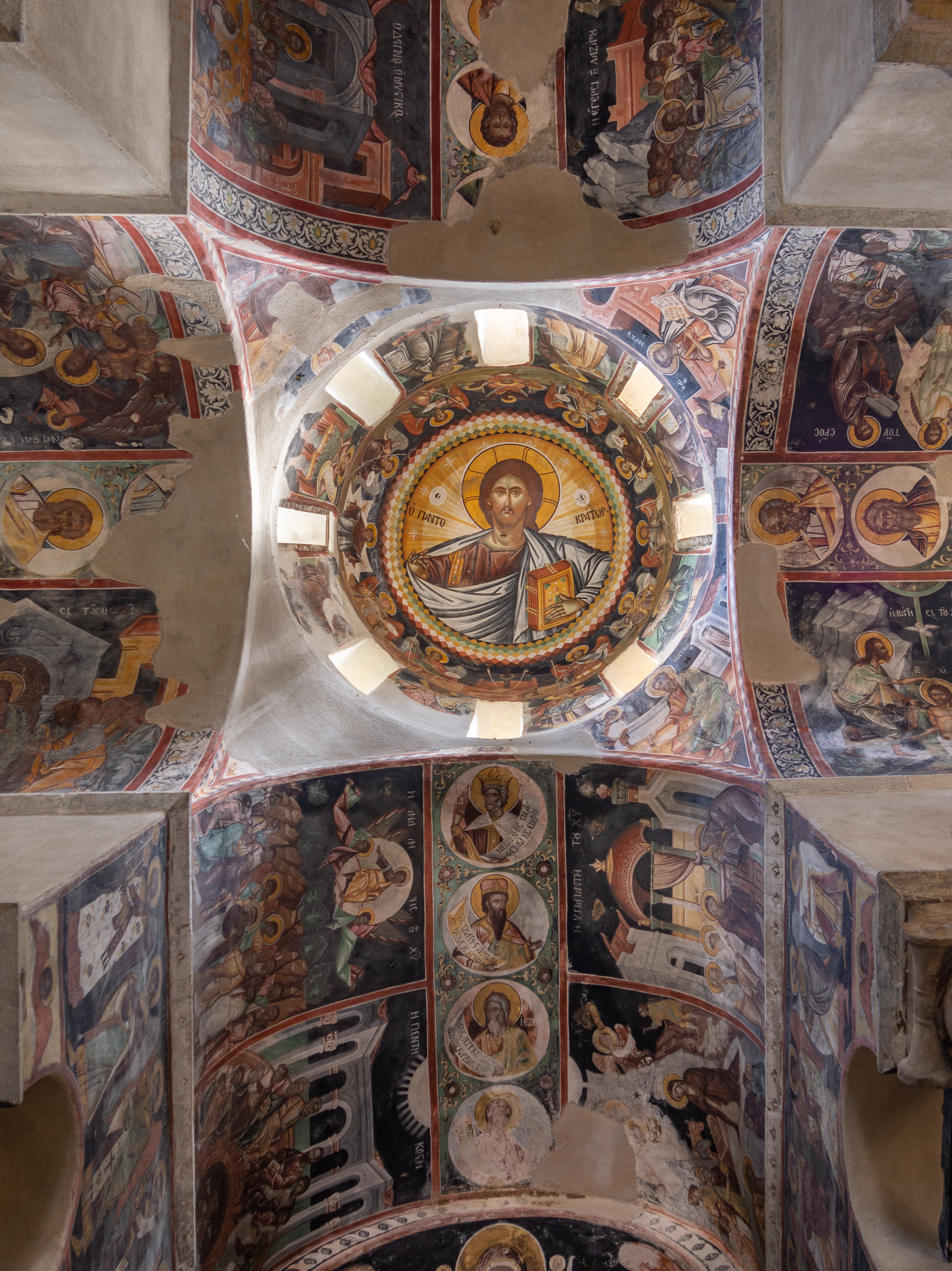
Au centre de la coupole, le Christ pantocrator, autour, sur la frise supérieur, des archanges et la Vierge Marie. Sur la frise inférieure, des prophètes de l'Ancien Testament

## Sources
- (en) Cet article est partiellement ou en totalité issu de l’article de Wikipédia en anglais intitulé « Kaisariani Monastery » (voir la liste des auteurs).